# Le gros et le maigre
El gordo y el flaco (originalmente titulado Le gros et le maigre) es el último de los cortometrajes dirigidos por el realizador Roman Polanski en Polonia.
Se trata de un corto de 1961 en el que Polanski, además de dirigir, muestra sus dotes interpretativas cómicas. Esta obra sienta la base de su especial sentido del humor, muy cercano siempre a corrientes como el absurdo, el surrealismo y el humor negro.
- Datos: Q6507017